# Philippe Adrien

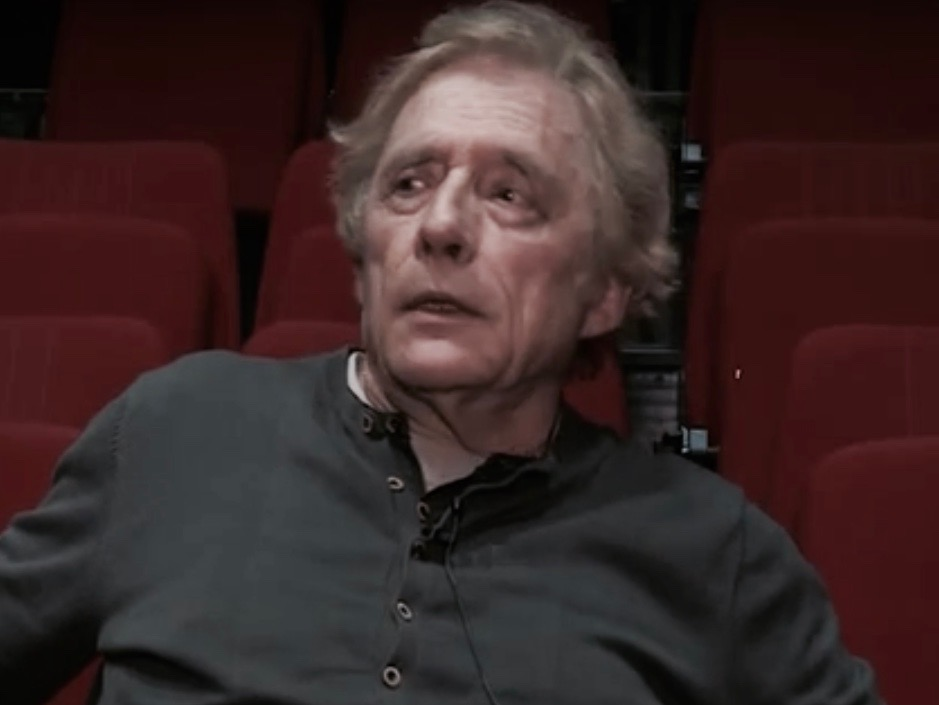
Philippe Adrien, 2019

Philippe Adrien (* 19. Dezember 1939 in Savignies; † 15. September 2021 in Villecresnes) war ein französischer Theater- und Drehbuchautor, Dramaturg, Schauspieler, Theaterleiter und Theaterregisseur.
Adrien war Gründer des Atelier de recherche et de réalisation théâtrale à la Cartoucherie de Vincennes, von 1985 bis 2016 der Leiter des Théâtre de la Tempête à la Cartoucherie in Vincennes und von 1989 bis 2003 Professor am Conservatoire national supérieur d’art dramatique in Paris.

## Leben
Nach dem Besuch des Lycée Condorcet in Paris studierte Adrien zunächst Jura an der Universität Paris mit einem Baccalauréat als Abschluss.
Danach nahm er ein Schauspielstudium an der École du Vieux-Colombier auf und arbeitete als Assistent von Jean-Marie Serreau (1915–1973), Theaterdirektor und ehemaliger Schüler von Charles Dullin. La  croisée war das erste Stück, das Adrien in seiner langen Theaterkarriere inszenierte. Die Premiere war am 18. Oktober 1965 im Musée d’art moderne im Rahmen der 4. Biennale von Paris. 1972 inszenierte er in Avignon in der Chapelle des Pénitents blancs das Stück Qu'est-ce-qui frappe ici si tôt? von Philippe Madral (* 1941). 1967 hatte sein Stück La baye unter der Regie von Antoine Bourseiller im Cloître des Carmes in Avignon Premiere, die Hauptrollen spielten Suzanne Flon, Georges Staquet und Gilles Guillot.

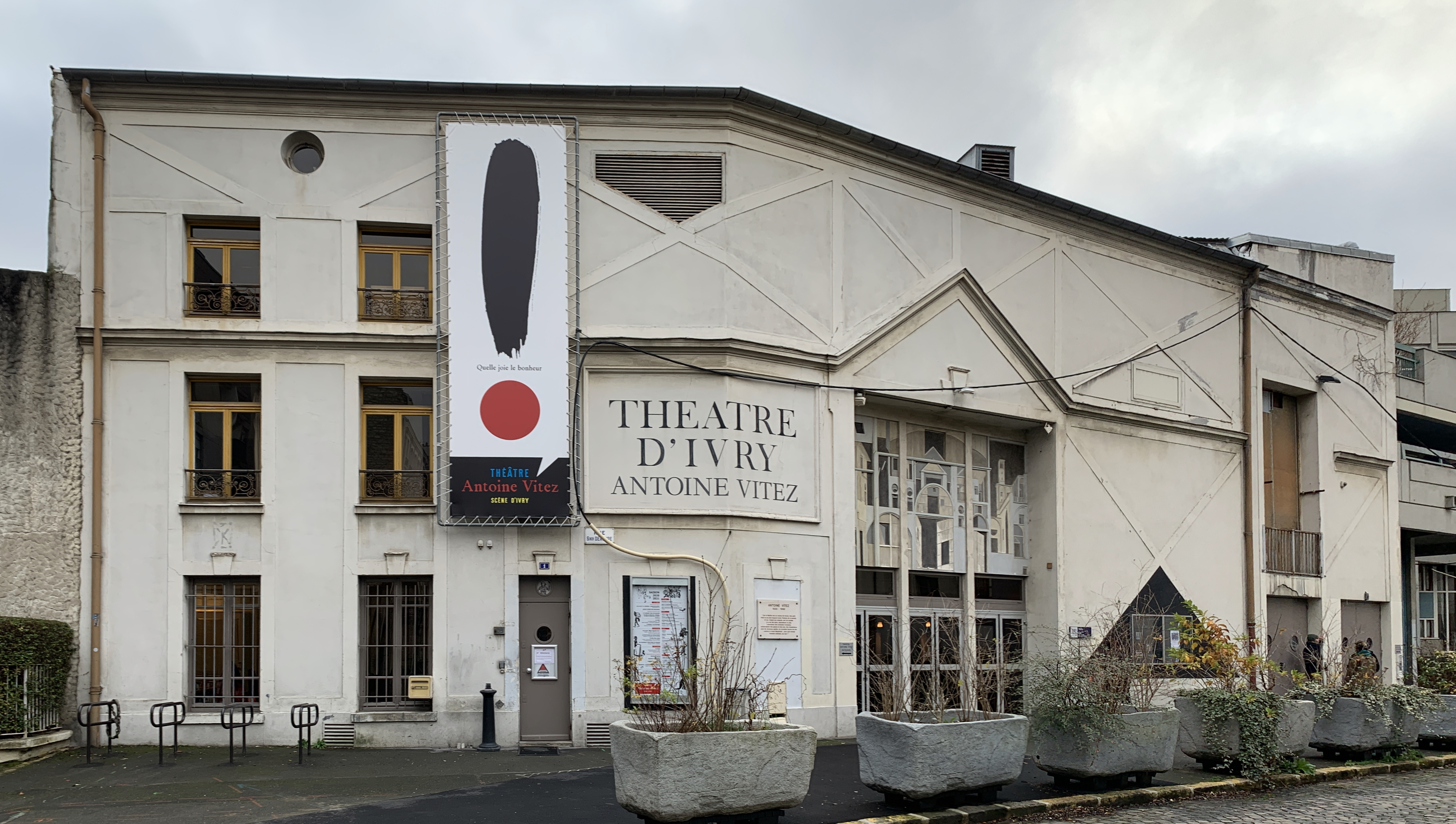
Théâtre des Quartiers d’Ivry, auch genannt Théâtre Ivry Antoine Vitez

Von 1981 bis 1984 leitete er als Nachfolger von Antoine Vitez, der 1981 an das Théâtre national de Chaillot wechselte, das Théâtre des Quartiers d’Ivry. 1984 inszenierte er am Tempête in Kooperation mit Enzo Coormann Rêves de Kafka, ein Stück, das 1985 mit dem Prix de la Critique 85 ausgezeichnet wurde und im Centre Georges Pompidou, im Théâtre national de Strasbourg, auf dem Holland Festival und auf dem Theaterfestival in Purchase/New-York gespielt wurde, mit insgesamt 59 Vorstellungen. Von 1985 bis 2016 war er der Leiter des Théâtre de la Tempête à la Cartoucherie.
1983 führte er zum ersten Mal Regie an der Comédie-Française. Er inszenierte dort Stücke von Molière (Amphitryon und Le Médecin volant, 1983), Jean-Claude Grumberg (Maman revient, pauvre orphelin, 1994), Jean Genet (Die Zofen, 1995), Véronique Olmi (Point à la ligne, 1998), Werner Schwab (Eskalation ordinär, 1998), Tom Stoppard (Arcadia, 1998) und Hofmannsthal (Der Unbestechliche, 1999).
Ab 1989 bis 2003 unterrichtete er am Conservatoire National d’Art Dramatique in Paris. Seine letzte Regiearbeit am Theater war Le Bizarre incident du chien pendant la nuit am Theater Les Treize Arches in Brive-la-Gaillarde, ein Stück, das er 2015 am Théâtre de la Tempête als französische Erstaufführung inszeniert hatte.

## Dramen
- 1967: La Baye, UA am 28. Juli 1967 auf dem Festival von Avignon
- 1968: En passant par la Lorraine, UA am 12. März 1968 am Théâtre de Poche-Montparnasse
- 1974: Les Bottes de l’ Ogre, UA am 23. Oktober 1974 am Théâtre des Amandiers in Nanterre
- 1974: La résistance, UA am 23. Oktober 1974 am Théâtre des Amandiers in Nanterre

Adrien hat Stücke von Tschechow für die Bühne neu übersetzt und Dramen von Pavel Kohout, Peter Handke und Lanford Wilson für Erstaufführungen in Frankreich ins Französische übertragen.

## Auszeichnungen
- 1985: Grand Prix du théâtre du Syndicat de la critique für seine Adaption von Rêves de Kafka von Enzo Cormann am Théâtre de la Tempête
- 1997: Grand prix des arts de la scène de la Ville de Paris

Adrien wurde insgesamt fünfmal für den Molière nominiert. 1997 wurde das Stück Kingali von Arnaud Bédouet, inszeniert von Adrien am Théâtre de Nice, mit einem Molière de la meilleure pièce de création ausgezeichnet.

## Nachrufe
- Brigitte Salino: Philippe Adrien, homme de théâtre, est mort Nachruf, Le Monde, 20. September 2021
- Thérèse Thibon: de Philippe Adrien, dramaturge « saltimbanque » Nachruf, La Croix, 16. September 2021
- Mort de Philippe Adrien Nachruf, Rue de conservatoire, 15. September 2021